# 21-es busz (Szeged)
A szegedi 21-es jelzésű autóbusz Új-Petőfitelep és Szeged vasútállomás között közlekedik. A járatot a Volánbusz Zrt. üzemelteti.

## Története
Az eredeti 21-es járat, a Gábor Áron utca után Petőfitelep, Fő térre járt. A 21Y 1997-ben, 1999-ben a Mars tér és Új-Petőfitelep között közlekedett. A 21Y járatot később meghosszabbították a Személypályaudvarig, a 21-es pedig megszűnt.[mikor?] A 21Y járatot 2009. január 1-jén átnevezték 21-esre.

## Útvonala
| Szeged vasútállomás felé | Új-Petőfitelep felé |
| --- | --- |
| Új-Petőfitelep vá. – Délceg utca – Hangos utca – Végvári utca – Bánk bán utca – Lidicei tér – Gyémánt utca – Babér utca – Csap utca – Gábor Áron utca – Csillag tér – Retek utca – Rózsa utca – Csongrádi sugárút – Berlini körút – Párizsi körút – Mars tér – Londoni körút – Moszkvai körút – Bécsi körút – Szentháromság utca – Szeged vasútállomás vá. | Szeged vasútállomás vá. – Szentháromság utca – Bécsi körút – Moszkvai körút – Londoni körút – Mars tér – Párizsi körút – Berlini körút – Csongrádi sugárút – Rózsa utca – Retek utca – Csillag tér – Gábor Áron utca – Csap utca – Babér utca – Gyémánt utca – Lidicei tér – Bánk bán utca – Végvári utca – Hangos utca – Délceg utca – Új-Petőfitelep vá. |

## Megállóhelyei
| 0  | Új-Petőfitelep végállomás                         | 24 | |
| 1  | Balatoni utca                                     | 23 | |
| 2  | Acél utca                                         | 22 | |
| 3  | Kalász utca                                       | 21 | |
| 4  | Lidicei tér                                       | 20 | |
| 5  | Csap utca                                         | 19 | 20, 24 |
| 6  | Csillag tér (Lugas utca)                          | 17 | 9, 10, 19 20, 24, 77, 77A, 84, 90, 90F, 90H |
| 8  | Szamos utca                                       | 15 | 20, 24 |
| 9  | József Attila sugárút (Retek utca)                | 14 | 3, 3F, 4 20, 24, 77Y Helyközi buszok |
| 11 | Rózsa utca (Csongrádi sugárút) (↓) Rózsa utca (↑) | 13 | 5, 8, 9, 19 Helyközi buszok 1517, 1518 |
| 13 | Berlini körút (↓) Gém utca (↑)                    | 12 | 5, 8, 9, 10, 19 73, 73Y, 77, 77A, 77Y Helyközi buszok |
| 14 | Hétvezér utca                                     | 10 | 5, 9, 19 73, 73Y, 77, 77A, 77Y |
| 18 | Mars tér (autóbusz-állomás)                       | 8  | 5, 7, 7A, 9, 19 7F, 60, 60Y, 64, 67, 67Y, 70, 71, 71A, 72, 72A, 73, 73Y, 74, 75, 76, 76Y, 77, 77A, 77Y, 78, 78A, 79H Helyközi buszok 1374, 1375, 1441, 1503, 1504, 1506, 1507, 1510, 1513, 1515, 1516, 1517, 1518, 1841 |
| 20 | Kálvária sugárút                                  | 5  | 3, 3F 36, 77, 77A Helyközi-Volánbusz |
| 21 | Petőfi Sándor sugárút                             | 3  | 4 76Y, 77 Helyközi-Volánbusz |
| 22 | Bécsi körút                                       | 2  | 20, 24, 74, 77 |
| 23 | Szent Ferenc utca                                 | 1  | 20, 24, 74, 77, 90 |
| 24 | Szeged vasútállomás végállomás                    | 0  | 1, 2 20, 77, 90 Helyközi-Volánbusz személyvonat, IC, gyorsvonat, expresszvonat |